# Institut Universitari d'Alts Estudis Internacionals
L'Institut Universitari d'Alts Estudis Internacionals i del Desenvolupament (oficialment i en francès Institut de hautes études internationales et du développement) és una institució universitària Suïssa. Els seus idiomes oficials són el francès i l'anglès.
Fundada el 1927, és l'escola de relacions internacionals més antiga d'Europa i és considerada la primera universitat dedicada exclusivament a les relacions internacionals. Ofereix un dels primers programes en Relacions Internacionals a nivell mundial.
L'institut és considerat com un dels més prestigiosos del món. Compta amb alumnis com Kofi Annan, exsecretari General de Nacions Unides, set guanyadors del Premi Nobel i un del Premi Pulitzer; de la mateixa manera, gran quantitat d'ambaixadors, ministres de relacions exteriors i caps d'estat es troben entre els seus ex-alumnes.
En 2007 es va crear l'Institut d'Alts Estudis Internacionals i del Desenvolupament (IHEID) reunint aquest institut amb l'Institut Universitari d'Estudis del Desenvolupament (IUED).